# Latrodectus bishopi
La viuda roja (Latrodectus bishopi) es una especie de araña de la familia Theridiidae que se distribuye en el estado de Florida, Estados Unidos.

## Características y hábitat
Latrodectus bishopi fue descubierta en 1938 por Kaston se distribuye en el estado de Florida, Estados Unidos y pertenece a la familia de las arañas viuda negra es pequeña y de color marrón y su abdomen de color negro se escoden en los árboles para formar su telaraña y permanecer boca abajo para capturar a sus presas se alimentan de insectos que contengan el tamaño adecuado.

## Peligrosidad
Esta araña no es agresiva, solo puede morder si se la intenta capturar o accidentalmente se la comprime sobre la piel. Es peligrosa para los seres humanos ya que cuenta con glándulas venenosas que producen latrotoxinas (una neurotoxina) las que son inoculadas en caso de una mordedura, especialmente si se trata de una hembra, ya que esta posee quelíceros de mayor tamaño, los que son más adecuados para penetrar en la piel humana.